# Deliathis superbus
Deliathis superbus är en skalbaggsart som beskrevs av Franz 1954. Deliathis superbus ingår i släktet Deliathis och familjen långhorningar.
Artens utbredningsområde är:
- El Salvador.
- Guatemala.

Inga underarter finns listade i Catalogue of Life.